# Диод Шоттки
Дио́д Шо́ттки — полупроводниковый диод с малым падением напряжения при прямом пропускании тока.
Назван в честь немецкого физика Вальтера Шоттки. В специальной литературе часто используется более полное название — Диод с барьером Шоттки.

## Описание
В диодах Шоттки в качестве барьера Шоттки используется переход металл-полупроводник, в отличие от обычных диодов, где используется p-n-переход. Переход металл-полупроводник обладает рядом особенных свойств (отличных от свойств полупроводникового p-n-перехода). К ним относятся: 
- пониженное падение напряжения при прямом включении,
- большой ток утечки,
- очень маленький заряд обратного восстановления.

Последнее объясняется тем, что по сравнению с обычным p-n-переходом у таких диодов отсутствует диффузия, связанная с инжекцией неосновных носителей. То есть диод Шоттки работает только на основных носителях, а его быстродействие определяется только барьерной ёмкостью.
Диоды Шоттки изготавливаются обычно на основе кремния (Si), карбида кремния (SiC) или арсенида галлия (GaAs), реже — на основе германия (Ge). Выбор металла для контакта с полупроводником определяет многие параметры диода Шоттки. В первую очередь — это величина контактной разности потенциалов, образующейся на границе металл-полупроводник. При использовании диода Шоттки в качестве детектора она определяет его чувствительность, а при использовании в микшерах (смесителях) — необходимую мощность гетеродина. Поэтому чаще всего используются следующие металлы: Ag, Au, Pt, Pd, W, наносимые на поверхность полупроводника и задающие величину потенциального барьера 0,2…0,9 эВ.
На практике большинство диодов Шоттки на основе кремния (Si) применяются в низковольтных цепях при обратном напряжении порядка от единиц до нескольких десятков вольт. Диоды Шоттки на основе карбида кремния (SiC) применяются в более высоковольтных цепях — их предельное обратное напряжение составляет от 600 до 1200 В. Прямое падение напряжение у таких диодов, как правило, не меньше, чем у аналогичных по предельным параметром кремниевых диодов с p-n-переходом, а их основные преимущества заключаются в высоком быстродействии и малой барьерной ёмкости. Такие диоды часто используются в выходных цепях корректоров коэффициента мощности (PFC).

## Свойства диодов Шоттки
Достоинства
- Разность потенциалов — падение напряжения — на диоде Шоттки при его прямом включении и максимально допустимом токе через него составляет 0,2—0,4 вольта, в то время как у диодов с p-n-переходом (например, кремниевых) это значение порядка 0,6—0,7 вольта. Однако столь малое падение напряжения на диоде Шоттки при его прямом включении присуще только сериям с предельно допустимым обратным напряжением до десятков вольт, тогда как у приборов с более высоким предельно допустимым обратным напряжением становится сравнимым с прямым падением напряжения кремниевых диодов, что может ограничивать применение диодов Шоттки. То есть при более высоких предельных обратных напряжениях диод Шоттки утрачивает свои преимущества перед диодом с p-n-переходом.
- Диоды Шоттки имеют ёмкость меньшую чем у диодов с p-n-переходом, так как при прохождении прямого тока в них не накапливаются неосновные носители заряда (т. е. отсутствует диффузионная ёмкость), поэтому диоды Шоттки имеют более высокую рабочую частоту. Это свойство диодов Шоттки используется в ТТЛ и логических интегральных микросхемах, где переходы «база-коллектор» транзисторов шунтируются диодами Шоттки и в открытом состоянии транзистора избыточный управляющий ток базы направляется в коллектор, что препятствуют накоплению заряда неосновных носителей в базовом слое транзистора.

В силовой электронике малое время восстановления позволяет строить выпрямители с рабочими частотами в сотни килогерц и выше. Например, у диода MBR4015 (предельно-допустимое обратное напряжение 15 В, предельно-допустимый прямой ток 40 А), MBR4015 предназначен для выпрямления высокочастотного напряжения (время обратного восстановления около 10 кВ/мкс).
- Благодаря быстрому восстановлению обратного сопротивления, выпрямители на диодах Шоттки отличаются от выпрямителей на диодах с p-n-переходом пониженным уровнем помех из-за отсутствия коротких импульсов, возникающих при запирании диода в процессе обратного восстановления, поэтому выпрямители на диодах Шоттки предпочтительнее для применения в аналоговых вторичных источниках питания.

Недостатки
- Даже при кратковременном превышении максимального допустимого обратного напряжения диод Шоттки необратимо выходит из строя — тогда как диод с p-n переходом в такой же ситуации переходит в режим обратимого[4] лавинного пробоя: структура диода с p-n-переходом при этом не разрушается, если рассеиваемая его кристаллом мощность не превышает допустимый максимум (после снятия высокого обратного напряжения диод с p-n-переходом, в отличие от диода Шоттки, полностью восстанавливает свои свойства).
- Диоды Шоттки характеризуются повышенными (в сравнении с диодами с p-n-переходом) обратными токами, возрастающими с ростом температуры кристалла. Например, для диода 30CPQ150 обратный ток при максимальном обратном напряжении изменяется от 0,12 мА при +25 °C до 6,0 мА при +125 °C. У низковольтных диодов в корпусах ТО220 обратный ток может превышать сотни миллиампер (MBR4015 — до 600 мА при +125 °C). Неудовлетворительные условия теплоотвода при работе диода Шоттки с высокими обратными токами может привести к его тепловому пробою.

## Номенклатура диодов Шоттки
Диоды Шоттки часто входят в составные современные дискретные полупроводниковые приборы:
- МОП-транзисторы со встроенным обратным диодом Шоттки (впервые выпущены компанией International Rectifier под торговой маркой FETKY в 1996) — основной компонент синхронных выпрямителей. В отличие от обычного МОП-транзистора, встроенный в прибор обратный диод которого отличается высоким прямым падением напряжения и посредственными временны́ми характеристиками (так как представляет собой обычный диод на p-n переходе, образуемый областями стока и подложкой, объединённой с истоком), использование обратного диода Шоттки позволяет строить силовые синхронные выпрямители с частотой преобразования в сотни килогерц и выше. Существуют приборы этого класса со встроенными схемами управления затворами и устройствами управления синхронным выпрямлением.
- Так называемые ORing-диоды[5] и ORing-сборки — силовые диоды и диодные сборки, применяемые для объединения параллельных источников питания с общей нагрузкой в устройствах повышенной надёжности с резервированием по отказу питания (логическое ИЛИ по питанию). Отличаются особо низким, нормируемым прямым падением напряжения. Например, специализированный миниатюрный диод MBR140 (30 В, 1 А) при токе 100 мА имеет прямое падение напряжения не более 360 мВ при +25 °C и 300 мВ при +85 °C. ORing-диоды характеризуются относительно большой площадью p-n-перехода и низкими плотностями тока.